# Nelly Akainyah
 Nelly Akainyah  (* um 1965) ist eine ghanaische Badmintonspielerin.

## Karriere
Nelly Akainyah gewann 1989 bei den Ghana International die Damendoppelkonkurrenz gemeinsam mit Cynthia Amuzu. Noch wichtiger aber war bei derselben Veranstaltung der Erfolg im Dameneinzel. Bei den nationalen Titelkämpfen war sie im Einzel von 1981 bis 1987 ungeschlagen.

## Sportliche Erfolge
| Saison | Veranstaltung            | Disziplin   | Platz | Name                               |
| ------ | ------------------------ | ----------- | ----- | ---------------------------------- |
| 1988   | Ghanaische Meisterschaft | Dameneinzel | 1     | Nelly Akainya                      |
| 1988   | Ghanaische Meisterschaft | Damendoppel | 1     | Cynthia Amuzu / Nelly Akainya      |
| 1989   | Ghanaische Meisterschaft | Dameneinzel | 1     | Nelly Akainya                      |
| 1989   | Ghanaische Meisterschaft | Damendoppel | 1     | Cynthia Amuzu / Nelly Akainya      |
| 1989   | Ghanaische Meisterschaft | Mixed       | 1     | Ernest Nketia Kyei / Nelly Akainya |
| 1989   | Ghana International      | Damendoppel | 1     | Cynthia Amuzu / Nelly Akainyah     |
| 1989   | Ghana International      | Dameneinzel | 1     | Nelly Akainyah                     |